# Стяуа (стадіон, 2021)
Стадіон Стяуа (рум. Stadionul Steaua), неофіційно також відомий як Генча, — багатоцільовий стадіон у Бухаресті, Румунія. Він був побудований на місці колишнього стадіону «Стяуа», відкритого у 1974 році та знесеного у 2018 році. Це новий домашній майданчик СКА Стяуа Бухарест.

## Історія
Новий стадіон коштує 95 мільйонів євро і розташований у районі Генча. Він вміщує 31 254 глядачів. Стадіон з вбудованим готелем, клубним музеєм та 573 підземними паркомісцями.
Стадіон було урочисто відкрито 7 липня 2021 року під час матчу між «Стяуа» та «ОФК» Белград, тією ж командою, з якою вони урочисто відкривали попередній стадіон у 1974 році. Він завершився перемогою з рахунком 6:0, а першим гравцем, який забив на новому стадіоні, став Богдан Чипірліу. На церемонії відкриття було вшановано легенду клубу Маріус Лекетуша. Його футболка з номером 7 більше не видається в Стяуа.
Збірні Австрії та Північної Македонії базувалися на стадіоні під час підготовки до матчів та в перервах між ними на УЄФА Євро-2020.
Збірна Румунії провела свій перший матч на цьому стадіоні, обігравши 11 жовтня 2021 року команду Вірменії з рахунком 1:0 у восьмому турі групи J відбірного турніру чемпіонату світу 2022 року. На 26-й хвилині відзначився Александру Мітріце, який головою замкнув подачу з кутового у виконанні Резвана Маріна.
У червні 2023 року тут відбудуться ігри молодіжного чемпіонату Європи з футболу.

## Галерея

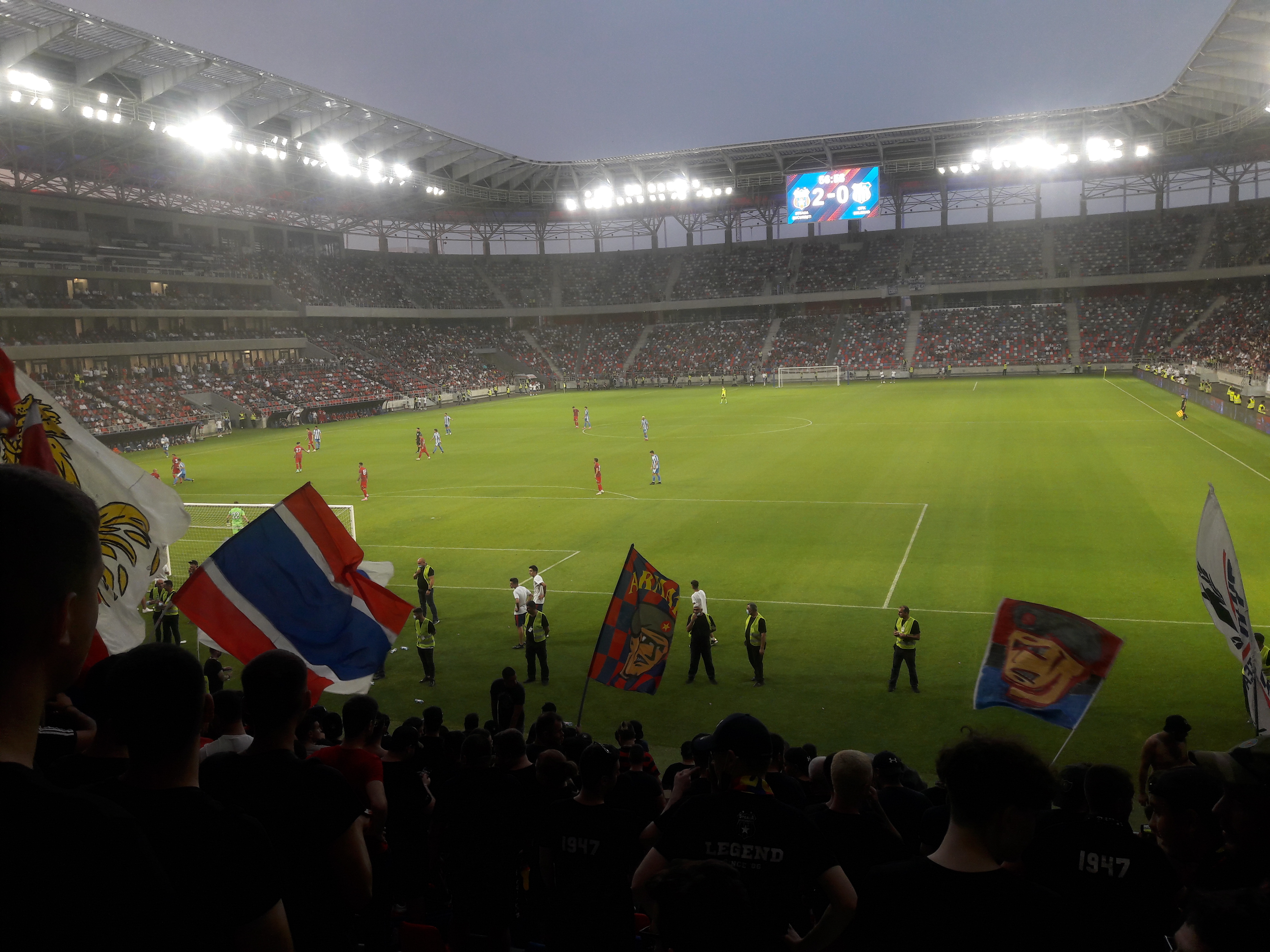
Матч-відкриття між бухарестським «Стяуа» та белградським «ОФК». Вигляд з південної трибуни 7 липня 2021 року